# デニア王国
デニア王国（アラビア語: طائفة دانية）は、中世スペインのムーア人王国タイファのひとつであり、デニアを首都とし、主にバレンシア沿岸の一部とバレアレス諸島のイビサ島を支配していた。   

## 歴史
タイファ・デニアは、後ウマイヤ朝が分裂状態に陥った1010年に、王朝の元高官でサカーリバの解放奴隷出身のムジャーヒド・アル＝アーミリー(Mujāhid al-ʿĀmirī)によって建国された。1011年、デニアはタイファとしては初めて貨幣を鋳造した。デニアには比較的強力な海軍があり、1015年にはそれを用いてバレアレス諸島を征服し、さらにそこからサルデーニャ島への軍事作戦も行った。タイファは島の北部に1年間軍事拠点を置き、ピサ共和国に対する攻撃の拠点としたが、ピサとジェノヴァ共和国の艦隊に逆襲され占領された。 
ムジャーヒドの息子のアリ・イクバル・アル＝ダウラは捕虜となり、長期間キリスト教国で人質として過ごした。その間、タイファの船はリグリアとトスカーナの沿岸に対して何回かの襲撃を行った。     
1020年代、ムジャーヒドはバランシア王国の摂政の死に乗じて、バランシア南部を占領して2年間保持した。数年後、彼はムルシア王国のイブン・タヒールに対するイブン・ジャタブの反乱を支援した。バランシアでアブダルアジズ・イブ・アミールが王になった後、ムジャーヒドはムルシア、ロルカ 、オリウエラ、エルチェを征服し、勢力をセグラ川まで広げた。その後、サラゴサのスライマン・イブン・フッド（Sulaymán ibn Hud）の仲介によって、1041年にバランシアと和平を結んだ。     
後ウマイヤ朝末期の事実上の統治者だったアルマンソール（Al-Mansur Ibn Abi Aamir）の宮廷で教育を受けたムジャーヒドは、知識人、特に後ウマイヤ朝末期の混乱から避難した作家やウラマーたちを保護していた。また、デニアのキリスト教徒のコミュニティを保護して忠誠を得た。ユダヤ人の商人コミュニティとも協力した。 
ムジャーヒド・アル・ムワファクは1045年に亡くなり、彼とキリスト教徒の母親の間に生まれた息子であるアリ・イクバル・アル＝ダウラが後を継いだ。彼はデニアに拠点を置く大規模な商船隊に支えられて、平和と繁栄の時代を保った。父親の覇業の遺産を30年間維持することができた。しかし1050年にバレアレス諸島の太守、アブダッラー・イブン・アグラブが諸島部で自立した。以後、デニアの勢力は、1076年にタイファのサラゴサ王国によって征服されるまで、イベリア半島本土に限定されたままだった。バレアレス諸島のマヨルカ島のタイファは1116年まで独立を維持していた。 

## 王（エミール）の一覧

### アミール朝
- Mujahid al-Muwaffaq (in Valencia 1017–1021): 1010/12–1045
- 'Ali Iqbal ad-Dawla: 1045–1076
  - サラゴサ王国支配: 1060–1081 or 2/3
  - トゥルトーザ王国支配: 1081 or 2/3–1092
  - ムラービト朝支配: 1092–1224
- Abu Zayd 'Abd ar-Rahman (アルジーラとシャティバ): 1224–1227
  - アラゴン王国による征服・滅亡。